# Canarium (plant)
Canarium is een geslacht van bedektzadigen uit de familie Burseraceae. Het bevat ongeveer honderd soorten grote, groenblijvende bomen in tropische en subtropische gebieden in Afrika, Zuid- en Zuidoost-Azië, Indochina, Australië en eilanden in de Grote en Indische Oceaan. De bomen bereiken een hoogte van 40 tot 50 meter en hebben bladeren in een verspreide bladstand.

## Verspreiding
Het verspreidingsgebied in Afrika loopt van het zuiden van Nigeria tot aan Madagaskar en Mauritius. In Azië komen soorten voor van India en Sri Lanka tot Zuid- en Zuidoost-Azië, inclusief de Filipijnen, Myanmar, Maleisië, Thailand, Malakka, Vietnam, Zuid-China, Taiwan, Borneo, Indonesië, Timor en Nieuw-Guinea. Ook komt hij voor op de Salomonseilanden en in Nieuw-Caledonië, Fiji, Samoa, Tonga en Palau.

## Soortenoverzicht (selectie)
- Canarium acutifolium (DC.) Merr.
- Canarium album (Lour.) DC.
- Canarium apertum H.J.Lam
- Canarium asperum Benth.
- Canarium australasicum (F.M.Bailey) Leenh.
- Canarium australianum F.Muell.
- Canarium balansae Engl.
- Canarium balsamiferum Willd.
- Canarium batjanense Leenh.
- Canarium bengalense Roxb.
- Canarium caudatum King
- Canarium cestracion Leenh.
- Canarium chinare Grutt. & H.J.Lam
- Canarium cinereum Guillaumin
- Canarium copaliferum A.Chev.
- Canarium decumanum Gaertn.
- Canarium denticulatum Blume
- Canarium dichotomum (Blume) Miq.
- Canarium divergens Engl.
- Canarium engleri H.J.Lam
- Canarium euphyllum Kurz
- Canarium euryphyllum G.Perkins
- Canarium fuscocalycinum Stapf ex Ridl.
- Canarium gracile Engl.
- Canarium grandifolium (Ridl.) H.J.Lam
- Canarium harami Bojer
- Canarium harveyi Seem.
- Canarium hirsutum Willd.
- Canarium indicum L.
- Canarium intermedium H.J.Lam
- Canarium kaniense Lauterb.
- Canarium karoense H.J.Lam
- Canarium kerrii Craib
- Canarium kinabaluense Leenh.
- Canarium kipella (Blume) Miq.
- Canarium kostermansii Leenh.
- Canarium lamii Leenh.
- Canarium latistipulatum Ridl.
- Canarium liguliferum Leenh.
- Canarium littorale Blume
- Canarium luzonicum (Blume) A.Gray
- Canarium lyi C.D.Dai & Yakovlev
- Canarium macadamii Leenh.
- Canarium madagascariense Engl.
- Canarium maluense Lauterb.
- Canarium megacarpum Leenh.
- Canarium megalanthum Merr.
- Canarium merrillii H.J.Lam
- Canarium muelleri F.M.Bailey
- Canarium odontophyllum Miq.
- Canarium oleiferum Baill.
- Canarium oleosum (Lam.) Engl.
- Canarium ovatum Engl.
- Canarium paniculatum (Lam.) Benth. ex Engl.
- Canarium parvum Leenh.
- Canarium patentinervium Miq.
- Canarium perlisanum Leenh.
- Canarium pilososylvestre Leenh.
- Canarium pilosum A.W.Benn.
- Canarium pimela K.D.Koenig
- Canarium polyphyllum K.Schum.
- Canarium pseudodecumanum Hochr.
- Canarium pseudopatentinervium H.J.Lam
- Canarium pseudopimela Kochummen
- Canarium pseudosumatranum Leenh.
- Canarium reniforme Kochummen & Whitmore
- Canarium resiniferum Bruce ex King
- Canarium rigidum (Blume) Zipp. ex Miq.
- Canarium rotundifolium Guillaumin
- Canarium sarawakanum Kochummen
- Canarium schweinfurthii Engl.
- Canarium sikkimense King
- Canarium solomonense B.L.Burtt
- Canarium strictum Roxb.
- Canarium subulatum Guillaumin
- Canarium sumatranum Boerl. & Koord.
- Canarium sylvestre Gaertn.
- Canarium thorelianum Guillaumin
- Canarium trifoliolatum Engl.
- Canarium trigonum H.J.Lam
- Canarium vanikoroense Leenh.
- Canarium venosum Craib
- Canarium vitiense A.Gray
- Canarium vittatistipulatum Guillaumin
- Canarium vrieseanum Engl.
- Canarium vulgare Leenh.
- Canarium whitei Guillaumin
- Canarium zeylanicum (Retz.) Blume

## Toepassingen

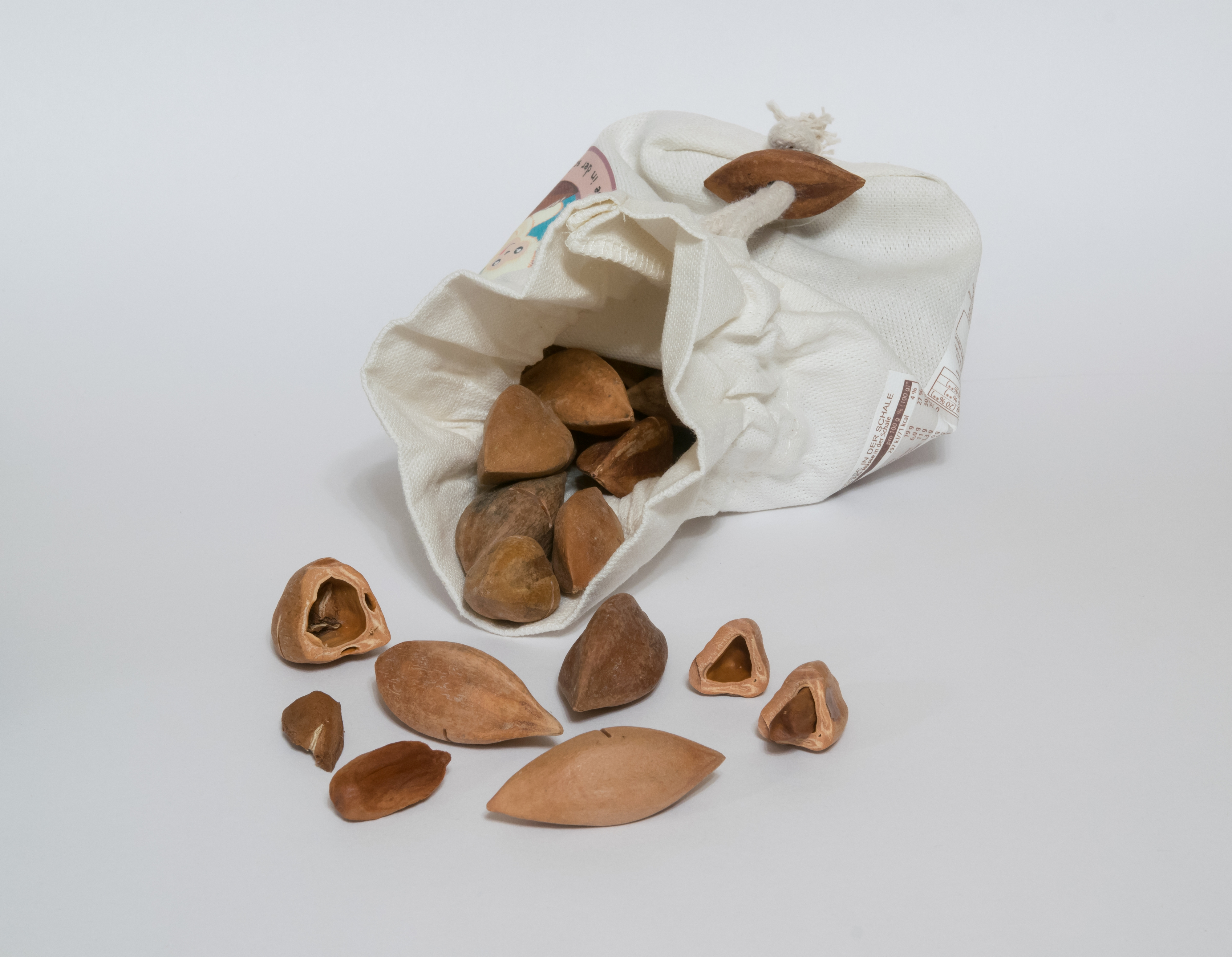
Gepelde noten van Canarium ovatum worden veel gegeten in de Filipijnen

Veel soorten Canarium-planten brengen eetbare noten voort. C. indicum behoort tot de belangrijkste nootdragende bomen in oostelijk Indonesië en omliggende eilanden. C. ovatum wordt in de Filipijnen gecultiveerd als voedselgewas.
De harde vruchten van C. odontophyllum zijn voedzaam en hebben een romige smaak. Het dient als belangrijk voedsel voor fructivore dieren, zoals de roodbuikmaki (Eulemur rubriventer) en de vari's (Varecia) in Madagaskar. Voor menselijke consumptie worden ze zachter gemaakt door ze in zuur te bewaren of in heet water te weken. De vruchten van C. album zijn populair in Vietnam, Thailand en China.
Aucoumea · 
Beiselia · 
Boswellia · 
Bursera · 
Canarium · 
Commiphora · 
Crepidospermum · 
Dacryodes · 
Garuga · 
Haplolobus · 
Pachylobus · 
Protium · 
Santiria · 
Scutinanthe · 
Tetragastris · 
Trattinnickia · 
Triomma